# Lophomyrmex terraceensis
Lophomyrmex terraceensis  (лат.) — вид муравьёв (Formicidae) рода Lophomyrmex из подсемейства Myrmicinae. Эндемик Индии. Принадлежит к видовой группе Lophomyrmex bedoti group в составе рода.

## Распространение
Северная Индия, штат Химачал-Прадеш, Terrace village (31.9234°N, 75,9294°E), Kangra District; эвкалиптовый лес.

## Описание
Длина тела рабочих особей 3,14—3,27 мм, длина головы 0,74—0,75 мм (ширина — 0,69—0,71 мм), длина скапуса усика — 0,63 мм, длина глаза — 0,16 мм. От других представителей группы (L. ambiguus Rigato, 1994, L. bedoti Emery, 1893, L. changlangensis Sheela and Ghosh, 2008, L. longicornis Rigato, 1994, L. lucidus Menozzi, 1930, L. striatulus Rigato, 1994) отличается короткими субпараллельными и тупоконечными проподеалными шипиками.
Видовое название — terraceensis, происходит от названия местности (Terrace village), в которой были собраны типовые экземпляры нового вида. Описание сделали индийские энтомологи Химендер Бхарти (англ. Himender Bharti) и Ракеш Кумар (англ. Rakesh Kumar, Punjabi University, Патиала, Пенджаб, Индия).